# Beauvoir (Oise)
Beauvoir je francouzská obec v departementu Oise v regionu Hauts-de-France. V roce 2012 zde žilo 278 obyvatel.

## Sousední obce
Bonvillers, Breteuil, Chepoix, Saint-André-Farivillers, Tartigny, Vendeuil-Caply

## Vývoj počtu obyvatel
Počet obyvatel 